# Vlag van Northumberland

Vlag van Northumberland

De vlag van het Engelse graafschap Northumberland bestaat uit een horizontale rode balk met om en om naar boven en naar beneden uitstekende rode rechthoeken op een gele achtergrond. De vlag heeft een lengte:breedte-verhouding van 5:3. De gebruikte kleuren zijn rood (PMS 485) en geel (PMS 109). De vlag stamt uit 1951.
Het wapenschild is op zijn beurt gebaseerd op de wapens die middeleeuwse herauten toeschreven aan het koninkrijk Bernicia (dat het eerste graafschapsbestuur gebruikte totdat het een reguliere wapenschildsubsidie kreeg). Het wapen van Bernicia was fictief, maar geïnspireerd op Bedase korte beschrijving van een vlag die in de 7e eeuw werd gebruikt op de graftombe van Oswald.
De wapens van het graafschapsbestuur werden in 1951 toegekend en de banier van deze wapens werd in 1995 door het Flag Institute geregistreerd als de vlag van Northumberland. Ondanks dat een woordvoerder van het graafschapsbestuur in 2000 zei dat "de vlag alleen terecht zou mogen wapperen binnen het huidige administratieve graafschap Northumberland", zegt de registratiebeschrijving van het Vlaggeninstituut expliciet dat de vlag bedoeld is voor het traditionele graafschap Northumberland, dat het deel van Tyne and Wear ten noorden van de Tyne omvat, en dus onder andere Newcastle upon Tyne, Tynemouth, Wallsend en Whitley Bay omvat.
De vlag moet op de juiste manier worden gevlogen, zodat de broekhoek en de vluchttop de gouden hoeken zijn en de onderste hijs en de broektop de rode hoeken zijn.